# Jamie McMurray

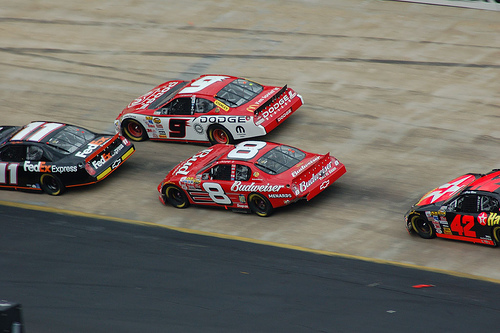
1. 42 Jamie McMurray år 2006 på Bristol Motor Speedway i Tennessee, USA.

Jamie McMurray, född den 3 juni 1976 i Joplin, Missouri, USA är en amerikansk racerförare.

## Racingkarriär
McMurray gjorde sin debut i NASCAR Winston Cup 2002, och vann mycket överraskande sitt andra race i karriären, på Lowe's Motor Speedway i UAW-GM Quality 500 för Chip Ganassi Racing. Han tävlade sin första hela säsong 2003, då han blev årets rookie, då han besegrade Greg Biffle med 34 poängs marginal. McMurray missade det nyinstiftade The Chase 2004 med 16 poängs marginal, sedan hans bil befunnits regelvidrig i början av säsongen, och han blev av med 25 poäng. Han slutade på elfte plats totalt i mästerskapet. Han hade sedan ett antal dåliga säsonger trots ett byte till Roush Fenway Racing. Där fick han ett mycket välbetalt kontrakt, vilket han inte motsvarade med prestationer på banan. 2007 tog han i alla fall sin andra seger i NASCAR, med 0.005 sekunders segermarginal före tvåan Kyle Busch i Pepsi 400 på Daytona International Speedway. 
Den 14 februari 2010 vann McMurray Daytona 500.

## Statistik NASCAR Winston/Nextel/Sprint Cup

### Segrar
| Nr | Bana        | År   |
| -- | ----------- | ---- |
| 1  | Charlotte   | 2000 |
| 2  | Daytona     | 2007 |
| 3  | Daytona 500 | 2010 |